# Leighton Meester
Leighton Marissa Meester (Fort Worth, Texas; 9 de abril de 1986) es una actriz, cantante, compositora, pintora y modelo estadounidense. Saltó a la fama  por su papel como Blair Waldorf en la serie de The CW Gossip Girl.

## Biografía

### Primeros años
Meester nació en Fort Worth (Texas). Es hija de Constance (de soltera Haas) y Douglas Meester. Su madre estaba cumpliendo condena en la prisión federal por su participación en una red de narcotráfico que traficaba con marihuana desde Jamaica a los Estados Unidos en el momento del parto, y le permitieron dar a luz a Leighton en un hospital y tenerla durante tres meses en una casa del estado, regresando después a prisión para completar su pena. A partir de ese momento, la abuela de Leighton la cuidó.
Meester ha declarado que sus padres le dieron una educación normal y a pesar de su pasado delictivo son buenas personas. Sus experiencias solo la han hecho tener una mentalidad más abierta y sin prejuicios. «Me hizo comprender que no se puede juzgar a nadie —especialmente a tus padres— por lo que han hecho en el pasado, porque la gente cambia» explicó y, bromeando, añadió: «Mira, yo podría haber salido mucho peor». También ha citado a su madre como su icono de estilo.
Meester creció en Marco Island, Florida, donde participó en producciones teatrales locales. Cuando tenía 11 años, ella y su madre se mudaron a Nueva York. Meester asistió a la escuela Professional Children's y comenzó a trabajar como modelo con Wilhelmina, haciendo una campaña publicitaria de Ralph Lauren por Bruce Weber y trabajando con la fotógrafa (y ahora directora de cine) Sofia Coppola, así como en muchos anuncios incluyendo los juguetes Tamagotchi y Clearasil. Meester hizo su debut en televisión en el papel de una amiga de una víctima de asesinato en un episodio de Law & Order. A los 14, Leighton se mudó a Los Ángeles, California, buscando trabajar de forma más estable, estudió en el Hollywood High School y el Beverly Hills High School. Más tarde se cambió a una pequeña escuela privada y se graduó un año antes.

### Carrera

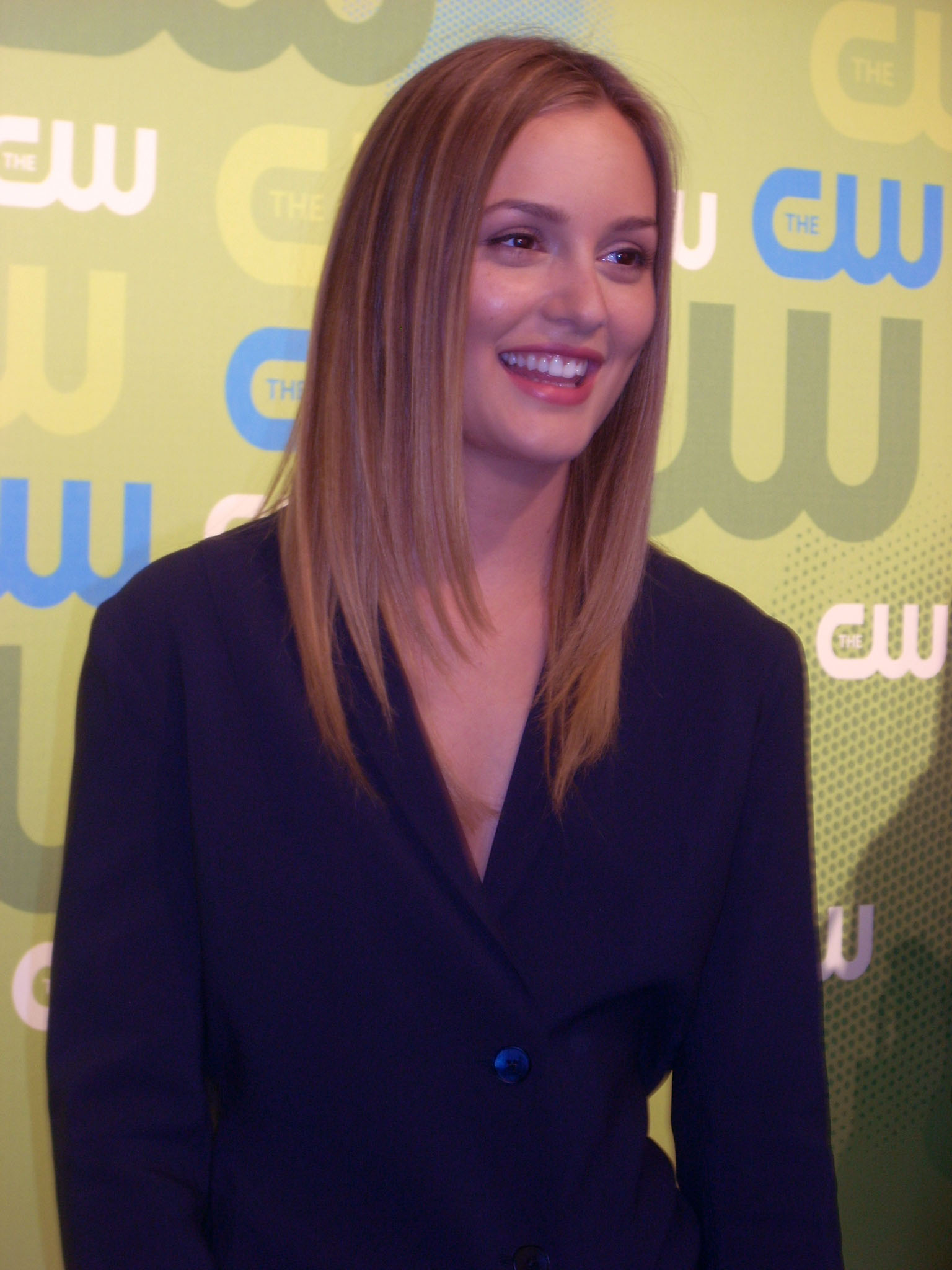
Leighton Meester en una conferencia de prensa en 2009

Su primera actuación en un programa de TV fue en la serie de abogados de NBC, Law & Order en 1999 Otras series en las que Meester ha actuado incluyen Entourage, CSI: Miami, 24 y House.
Meester empezó a interesarse por la actuación cuando apareció en una producción local de El mago de Oz. Cuando tenía once años, se mudó con su familia a Nueva York, poco después comenzó a trabajar como modelo con Wilhelmina, reservando una campaña de Ralph Lauren hecha por Bruce Webber y trabajando con la entonces fotógrafa Sofía Coppola.
Otros papeles incluyen un rol como Savannah Barnett en Surface. Fue una invitada haciendo de Debbie Pandletin en al temporada 4 de 24. También como Ali, una adolescente menor que se enamora del Dr. House en la temporada 3 del drama de Fox, House. Como Carrie Bishop en el drama Veronica Mars y la nueva novia de Chandler llamada Kendall en la temporada 8 del drama 7th Heaven. También obtuvo el papel de Justine Chapin en la temporada 1 de la comedia de HBO, Entourage, un rol que retomó en la temporada 5.  También estuvo en Numb3rs como Karen Camden. Protagonizó el thriller cómico independiente, Flourish con los coprotagonistas de House, Jennifer Morrison y Jesse Spencer.
En el 2006, obtuvo el papel protagonista femenino en la película Drive-Thru, en la cual grabó una canción para la banda sonora. En la primavera del 2006, actuó en Remember the Daze.
Del año 2007 al 2012, Meester protagonizó la serie de The CW, Gossip Girl como Blair Waldorf, creada por Josh Schwartz. El show se basa en la serie de novelas acerca de las vidas de los estudiantes de secundaria privilegiados de Manhattan. Meester ha dicho en entrevistas que se identifica con Blair "en cada nivel, de una manera u otra" y que su actuación ha recibido buenas críticas. También ha protagonizado como invitada CSI: Miami, y tiene un rol recurrente en el drama Shark. Mientras estaba en el set, Meester, que asistió a la Beverly Hills High School, persigue su talento para la música y la escritura creativa. Actualmente vive en el West Village de Nueva York.
En abril de 2009, se anunció que Meester había firmado un contrato de grabación con Universal Republic. El álbum se dice que es electrónico y dance, que estará trabajando con JR Rotem, Kara DioGuardi y varios otros productores. El primer sencillo se lanzó en julio de ese año, con el álbum de lanzamiento en el otoño. Meester colaboró con el grupo Cobra Starship con el sencillo "Good Girls Go Bad" que es el primer sencillo de la banda de su próximo álbum de estudio Hot Mess. La canción fue lanzado digitalmente el 11 de mayo de 2009. El 5 de julio de 2009 se filtró al Internet la canción "Body Control" la cual es bien recibida por los fanes.
A principios del año 2010, Meester apareció en la película Country Strong, un drama musical donde Meester interpreta a una cantante adolescente de música country. La acompañan Gwyneth Palltrow, Tim McGraw y Garrett Hedlund.
En 2011 estrenó Monte Carlo, comedia romántica dirigida por Tom Bezucha. Comparte el reparto con Selena Gomez y Katie Cassidy, con quien compartió algunos capítulos en la serie Gossip Girl en la cuarta temporada.

## Vida personal
Después del final de Gossip Girl en 2012, Meester se trasladó desde Nueva York a Los Ángeles.

### Relaciones
Meester salió con su coestrella de Gossip Girl Sebastian Stan entre 2008 y 2010, y su coestrella de Remember the Daze, Aaron Himelstein, entre 2007 y 2012.
En noviembre de 2013, se comprometió con el actor Adam Brody, a quien conoció mientras trabajaban juntos en la película La hija de mi mejor amigo (2011). La pareja se casó en una ceremonia privada el 15 de febrero de 2014. El 4 de agosto de 2015, dieron la bienvenida a su primera hija, Arlo Day Brody. En abril de 2020 confirmó que esperaba su segundo hijo, un varón, que nació en agosto de ese año.

### Controversias
En julio de 2011, Meester y su madre, Constance, presentaron demandas contra la otra en relación con el apoyo financiero de Meester a su hermano menor, Alexander, que tiene varios problemas de salud. La demanda de Meester afirmó que el dinero que envió fue utilizado por su madre para «procedimientos cosméticos», como bótox y extensiones de cabello. La demanda de su madre hizo una reconvención alegando incumplimiento de contrato y abuso físico. Constance sostuvo que un contrato verbal estaba en lugar donde Meester había prometido 10 000 dólares al mes, en lugar de los 7500 que recibió. Su madre también afirmó que se le debía una suma mayor a cambio de «sacrificar su propia felicidad» cuando se trasladó a Los Ángeles con su hija cuando ella era una niña para dedicarse a la actuación. Cuando fue llevado a la corte, el juez no tuvo en cuenta este reclamo ilegítimo. Constance acusó a su hija de llamar a servicios sociales inventando afirmaciones falsas, que los investigadores abandonaron rápidamente después de una entrevista con Meester. En noviembre de 2011, Constance desestimó la reivindicación de $ 3 millones por daños y perjuicios contra su hija. Meester afirmó que estaría dispuesta a pagar los gastos médicos de su hermano, así como su cuota de la escuela, pero negó que accediese a pagar 10 000 dólares cada mes, lo que según ella era una afirmación ridícula. Como resultado, Meester obtuvo un juicio por defecto el 7 de diciembre de 2011. En junio de 2012, Meester ganó el pleito, con el juez rechazando las afirmaciones de su madre de su contrademanda anterior.

## Filmografía

### Cine
| Año  | Película                          | Rol                       | Notas            |
| ---- | --------------------------------- | ------------------------- | ---------------- |
| 2003 | The Jackalope                     | Lorraine                  | Cortometraje     |
| 2003 | La leyenda del ahorcado           | Elisha Springfield        |                  |
| 2003 | The Big Wide World of Carl Laemke | Tanni                     | Película para TV |
| 2004 | Hollywood Division                | Michelle                  | Película para TV |
| 2006 | Flourish                          | Lucy Covner               |                  |
| 2006 | Inside                            | Josie                     |                  |
| 2007 | Fast Food Killer: Drive-Thru      | Mackenzie Carpenter       |                  |
| 2007 | Remember the Daze                 | Tori                      |                  |
| 2007 | The Haunting of Sorority Row      | Samantha Willows          | Película para TV |
| 2008 | Killer Movie                      | Jaynie Hansen             |                  |
| 2010 | Going the Distance                | Amy                       |                  |
| 2010 | Date Night                        | Katy                      |                  |
| 2010 | Country Strong                    | Chiles Stanton            |                  |
| 2011 | The Roommate                      | Rebecca Evans             |                  |
| 2011 | The Oranges                       | Nina                      |                  |
| 2011 | Monte Carlo                       | Mary Margaret "Meg" Kelly |                  |
| 2012 | Ese es mi hijo                    | Jamie                     |                  |
| 2014 | By the Gun                        | Ali Matazano              |                  |
| 2014 | El juez                           | Carla Powell              |                  |
| 2014 | Like Sunday, Like Rain            | Eleanor                   |                  |
| 2014 | Life Partners                     | Sasha                     |                  |
| 2015 | Any Tom, Dick, or Harry           | Barbara                   | Película para TV |
| 2015 | Unity                             | Narradora                 | Documental       |
| 2018 | The North Winds Gift              | The Mother                |                  |
| 2019 | Semper Fi                         | Clara                     |                  |
| 2022 | The Weekend Away                  | Beth                      |                  |
| 2022 | My Father's Dragon                | Sasha the Tiger (voz)     |                  |
| 2023 | River Wild                        | Joey Reese                |                  |
| 2023 | Una navidad escandalosa           | Ali Moyer                 |                  |

### Televisión
| Años       | Serie                         | Personaje                      | Episodios     |
| ---------- | ----------------------------- | ------------------------------ | ------------- |
| 1999       | Law & Order                   | Alyssa Turner                  | 1 episodio    |
| 2001       | Profesores de Boston          | Sarah Breen                    | 1 episodio    |
| 2002       | Una vez más                   | Amanda                         | 1 episodio    |
| 2002       | Family Affair                 | Irene                          | 1 episodio    |
| 2003       | Tarzán                        | Nicki Porter                   | 5 episodios   |
| 2004       | Crossing Jordan               | Marie Strand                   | 1 episodio    |
| 2004       | 7th Heaven                    | Kendall                        | 2 episodios   |
| 2004       | North Shore                   | Veronica Farrell               | 1 episodio    |
| 2004- 2008 | Entourage                     | Justine Chapin                 | 3 episodios   |
| 2005       | 24                            | Debbie Pendleton               | 4 episodios   |
| 2005       | 8 Simple Rules                | Nikki Alcott                   | 1 episodio    |
| 2005       | Veronica Mars                 | Carrie Bishop                  | 2 episodios   |
| 2005-2006  | Surface                       | Savannah Bennett               | 12 episodios  |
| 2006       | Secrets of a Small Town       | Kayla Rhodes \ Kelly Rhodes    | 1 episodio    |
| 2006       | House                         | Ali (alias Acosadora de House) | 2 episodios   |
| 2006       | Numb3rs                       | Karla Camden                   | 1 episodios   |
| 2007       | CSI: Miami                    | Heather Crowley                | 1 episodio    |
| 2007       | Shark                         | Megan                          | 3 episodios   |
| 2007-2012  | Gossip Girl                   | Blair Waldorf                  | 121 episodios |
| 2017       | Making History                | Deborah Revere                 | 9 episodios   |
| 2018       | El último hombre en la tierra | Zoe                            | 1 episodio    |
| 2018-2020  | Single Parents                | Angie D'Amato                  | 45 episodios  |
| 2019       | The Orville                   | Laura Huggins                  | 1 episodio    |
| 2022-2023  | How I Met Your Father         | Meredith                       | 8 episodios   |

## Premios y nominaciones
| Año  | Categoría                               | Serie                                  | Award                 | Resultado |
| ---- | --------------------------------------- | -------------------------------------- | --------------------- | --------- |
| 2008 | Mejor actriz de drama de TV             | Gossip Girl                            | Teen Choice Awards    | Nominada  |
| 2008 | Actriz revelación de TV                 | Gossip Girl                            | Teen Choice Awards    | Nominada  |
| 2009 | Mejor actriz de drama de TV             | Gossip Girl                            | Teen Choice Awards    | Ganadora  |
| 2009 | Mejor video pop                         | Good Girls Go Bad (con Cobra Starship) | MTV Video Music Award | Nominada  |
| 2010 | Mejor actriz de drama de TV             | Gossip Girl                            | Teen Choice Awards    | Ganadora  |
| 2011 | Mejor actriz en drama                   | Country Strong                         | Teen Choice Awards    | Nominada  |
| 2011 | Mejor villano de película               | The Roommate                           | Teen Choice Awards    | Nominada  |
| 2011 | Mejor villano                           | The Roommate                           | MTV Movie Awards      | Nominada  |
| 2012 | Mejor actriz de drama en TV             | Gossip Girl                            | Teen Choice Awards    | Nominada  |
| 2012 | Estrella femenina de película de verano | That's My Boy                          | Teen Choice Awards    | Nominada  |

## Discografía

### Álbumes de estudio
| Año  | Detalles del álbum                           |
| ---- | -------------------------------------------- |
| 2010 | Leighton Meester - sello: Universal Republic |

| Año  | Detalles del álbum                                           |
| ---- | ------------------------------------------------------------ |
| 2011 | Front Cut (feat. Clinton Sparks) - Sello: Universal Republic |

| Año  | Detalles del álbum                  |
| ---- | ----------------------------------- |
| 2014 | Heartstrings - Sello: Hotly Wanting |

### Singles
| Año  | Sencillo                               | Posición | Álbum            |
| Año  | Sencillo                               | US       | Álbum            |
| ---- | -------------------------------------- | -------- | ---------------- |
| 2009 | "Somebody to Love" (feat Robin Thicke) | 53       | Leighton Meester |
| 2010 | "Your Love's a Drug"                   | 57       | Leighton Meester |
| 2014 | "Heartstrings"                         | 3        | Heartstrings     |

### Colaboraciones
| Año  | Sencillo            | Artista        | Posición en el ranking | Posición en el ranking | Posición en el ranking | Posición en el ranking | Posición en el ranking | Posición en el ranking | Posición en el ranking | Álbum           |
| Año  | Sencillo            | Artista        | US                     | US Pop                 | CAN                    | AUS                    | NZ                     | NL                     | UK                     | Álbum           |
| ---- | ------------------- | -------------- | ---------------------- | ---------------------- | ---------------------- | ---------------------- | ---------------------- | ---------------------- | ---------------------- | --------------- |
| 2009 | "Good Girls Go Bad" | Cobra Starship | 7                      | 7                      | 7                      | 5                      | 2                      | 29                     | 17                     | Hot Mess        |
| 2010 | "She Said"          | Stephen Jerzak | —                      | —                      | —                      | —                      | —                      | —                      | —                      | Miles and Miles |

## Vídeos musicales
| Año  | Vídeo musical                     | Visualizaciones |
| ---- | --------------------------------- | --------------- |
| 2009 | Good Girls Go Bad, Cobra Starship | 50,9M           |
| 2009 | Somebody To Love ft. Robin Thicke | 17M             |
| 2014 | Heartstrings                      | 8,3M            |